# Paradoxe du vote
En économie et en science politique, le paradoxe du vote (ou paradoxe de la participation) est un énoncé selon lequel la participation électorale serait paradoxale. En effet, si les agents étaient rationnels et égoïstes, étant donné que la probabilité qu'un vote soit décisif  (vote « pivot ») dans une élection populaire est quasi nulle, le coût d'aller voter est vraisemblablement supérieur à l'espérance de gain ou l'espérance d'utilité de l'agent. Mis en lumière par Anthony Downs en 1957, il est un élément important de l'approche rationnelle de la politique par les économistes américains. En France, il fut repris par de nombreux sociologues, comme Raymond Boudon ou Jean-François Laslier.
Pour comprendre ce paradoxe, il suffit de voir que le vote constitue un acte de conformité sociale, comme l'ont montré les expériences de Alan S. Gerber, Donald P. Green, et Christopher W. Larimer. Le vote reflète le degré d’intégration sociale et serait le révélateur de l’appartenance à des groupes sociaux structurés. Le paradoxe de la participation nous permet de comprendre que l'acte de voter peut, en lui-même, être valorisé par le citoyen et être ainsi, en termes économiques, l'occasion d'une sorte de rétribution.